# Oxford German Studies
Oxford German Studies (OGS) ist eine wissenschaftliche Zeitschrift für Aspekte der deutschsprachigen Kultur, die an der Universität Oxford (Großbritannien) erscheint. Die Zeitschrift erschien zunächst in drei, seit 2014 erscheint sie in vier Ausgaben pro Jahr, von denen in der Regel die Hälfte einen Themenschwerpunkt hat.

## Geschichte
Die Oxford German Studies wurden 1966 von Ernest L. Stahl, Peter Ganz, Malcolm Pasley und Jim Reed an der Universität Oxford gegründet, um die Forschung zur deutschen Literatur und Kultur vom Mittelalter bis zur Gegenwart zu fördern.

## Herausgeber undEditorial Advisory Board
Herausgeber der Oxford German Studies sind Henrike Lähnemann (St Edmund Hall, Oxford) und Karen Leeder (The Queen’s College, Oxford). Seit 2023 verfügt die Zeitschrift auch über einen Rezensionsteil für dessen Herausgabe Stephan Ehrig (University of Glasgow) verantwortlich ist.
Editorial Assistant
- Birgit Mikus (University of Oxford, UK)

Editorial Advisory Board
- Eleoma Bodammer (University of Edinburgh, UK)
- Tobias Heinrich (University of Kent, UK)
- Emily Jeremiah (Royal Holloway, UK)
- Peter Morgan (University of Sydney, Australia)
- Jim Reed (The Queen’s College, Oxford, UK)
- Eve Rosenhaft (University of Liverpool, UK)
- Ruth von Bernuth (University of North Carolina, USA)
- Betiel Wasihun (Technische Universität Berlin)

## Profil
Die Oxford German Studies veröffentlichen wissenschaftliche Aufsätze zu Aspekten der deutschsprachigen Kultur. Beiträge auf Englisch oder auf Deutsch werden nach Durchlaufen des Review-Prozesses publiziert. Im Mittelpunkt steht die deutsche Literatur vom Mittelalter bis zur Gegenwart; Sprache, Geschichte, Philosophie, Musik und bildende Kunst der deutschsprachigen Länder ergänzen den literarischen Fokus. Kriterien der Aufnahme von Beiträgen sind, dass diese wissenschaftlich sorgfältig gearbeitet, gut lesbar sind, sowie inhaltlich Neues bringen.
Alle eingereichten Beiträge unterliegen der Peer Review.

## Abstracts und Indices
Abstracts und Indices der Oxford German Studies werden geführt in:
- Arts and Humanities Citation Index[3]
- British Humanities Index
- Current Contents
- International Bibliography of Periodical Literature
- Linguistics and Language Behaviour Abstracts
- Modern Language Association International Bibliography
- Scopus

## ISSN
- Print ISSN 0078-7191
- Online ISSN 1745-9214

## Weblink
- Website der OGS bei Maney Publishing

## Belege
1. ↑  Vgl. Ernest L. Stahl, 'Foreword', zu Oxford German Studies 1 (1966), s.p.: "These [the contributions] will be mainly on German literary history, but the journal will also be open to work on related subjects, such as philosophy, art, and social history."
2. ↑  Vgl. Ernest L. Stahl, 'Foreword', zu Oxford German Studies 1 (1966), s.p.: "scholarship"; "readability"; "contributions which throw new light on their subject and are of more than antiquarian interest".
3. ↑  Arts and Humanities Citation Index online (Seite nicht mehr abrufbar, festgestellt im Mai 2019. Suche in Webarchiven)  Info: Der Link wurde automatisch als defekt markiert. Bitte prüfe den Link gemäß Anleitung und entferne dann diesen Hinweis.